# ماسیمیلیانو ایراتی
ماسیمیلیانو ایراتی (انگلیسی: Massimiliano Irrati؛ زادهٔ ۲۷ ژوئن ۱۹۷۹) داور اهل ایتالیا است.
وی از جمله کمک داوران ویدئویی مسابقات جام جهانی فوتبال ۲۰۱۸ بود.